# Itzehoe
Itzehoe település Németországban, Schleswig-Holstein tartományban. A tartomány egyik ipari és kereskedelmi központja. Lakosainak száma 32 319 fő (2023. december 31.). Itzehoe Heiligenstedtenerkamp és Kremperheide községekkel határos.

## Fekvése
Hamburgtól északnyugatra, a B5-ös út mellett, a Stör folyó partján fekvő település.

## Története

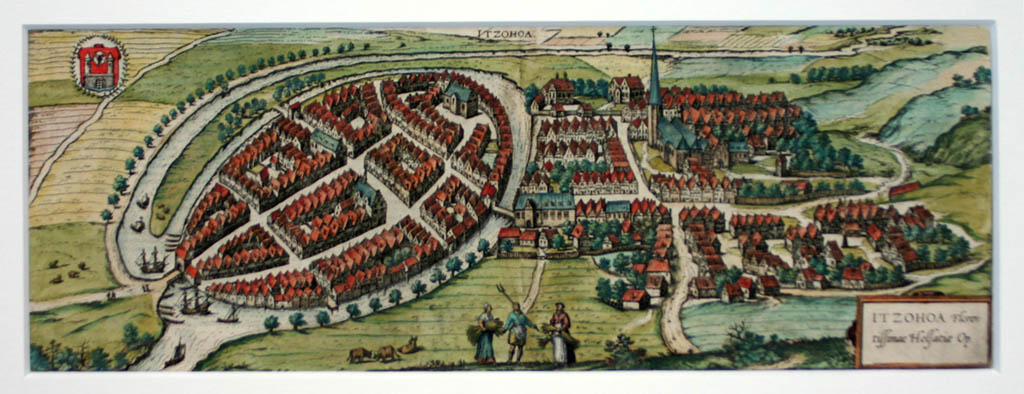
Itzehoe 1588-ban

A várost 810-ben Nagy Károly alapított. Nevét először a 12. században a "Saxo Grammaticus" említette "Ekeho"  néven.
A település magját 1000 körül egy nagyobb kastély képezte, e körül épült fel a település. 1260 körül már vámjoggal párosulva kereskedelmi várossá fejlődött. Itzehoe ebben az időben részt vett a só-, ruhanemű- és gabonakereskedelemben, és időnként fontos szerepet játszott az európai kelet-nyugati kereskedelemben is. A folyó túloldalán 1260 körül épült fel a kolostor és a Szent Lőrinc templom.
A harmincéves háború alatt, a várost is kifosztották, de nagyobb pusztítás nem történt, mert a városi tanács 1627-ben a várost harc nélkül adta át, minek eredményeként Itzehoe megőrizte Schleswig-Holstein tizennyolc városának ötödik státuszát. 1657-ben a dán-svéd háborúban (1657-1658) a város szinte teljesen megsemmisült. A  Szt. Lőrinc templom kolostora ma az egyetlen túlélő középkori itzehoei épület.
1657-ben a település csaknem teljesen leégett egy nagy tűzvész során. Régi részeiből ezért alig maradt meg valami.
Hatalmas vöröstégla Szent Lőrincről elnevezett temploma barokk építmény, négyszögletes toronnyal. A templomban a holsteni nemesség itt elhunyt tagjainak fémkoporsói láthatók. Az épülethez csatlakozó késő gótikus keresztfolyosó az egykori Cisztercita kolostorhoz vezet át.
Az 1695-ből való Városházát 1893-ban építették újjá.  Itzehoe helytörténeti múzeumában a vidék története ismerhető meg.
1712-ben a Kelet-Poroszországból és Lengyelországból behozott ázsiai bubopestis tört ki Itzehoe-ban, minek következtében 250 lakos halt meg (a lakosság mintegy 7% -a 3500 volt).

## Nevezetességek
- Szent Lőrinc templom (Kirsche St. Laurenti)
- Városháza (Rathaus)
- Helytörténeti múzeum

## Galéria

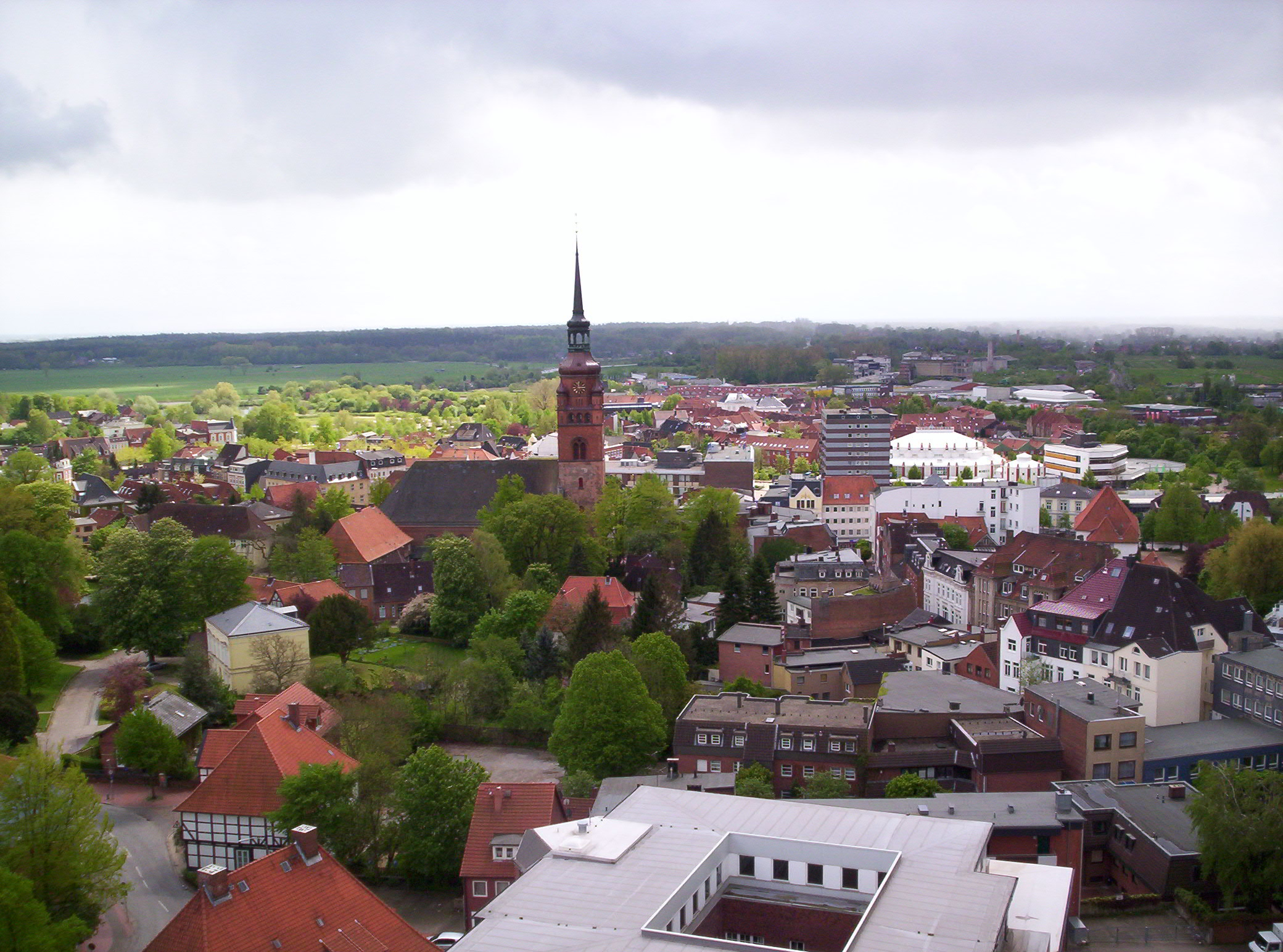
Itzehoe látképe
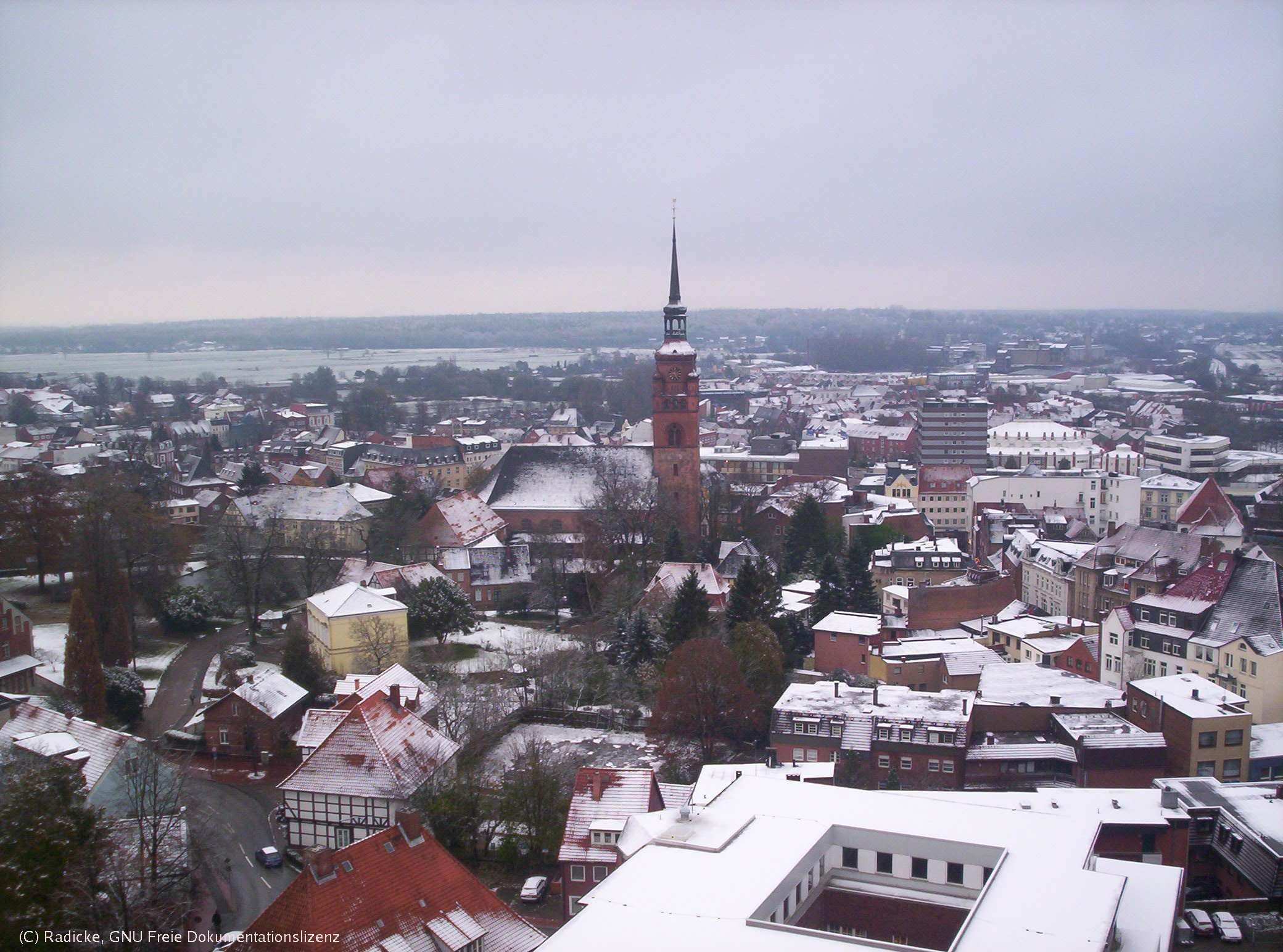
Itzehoe látképe
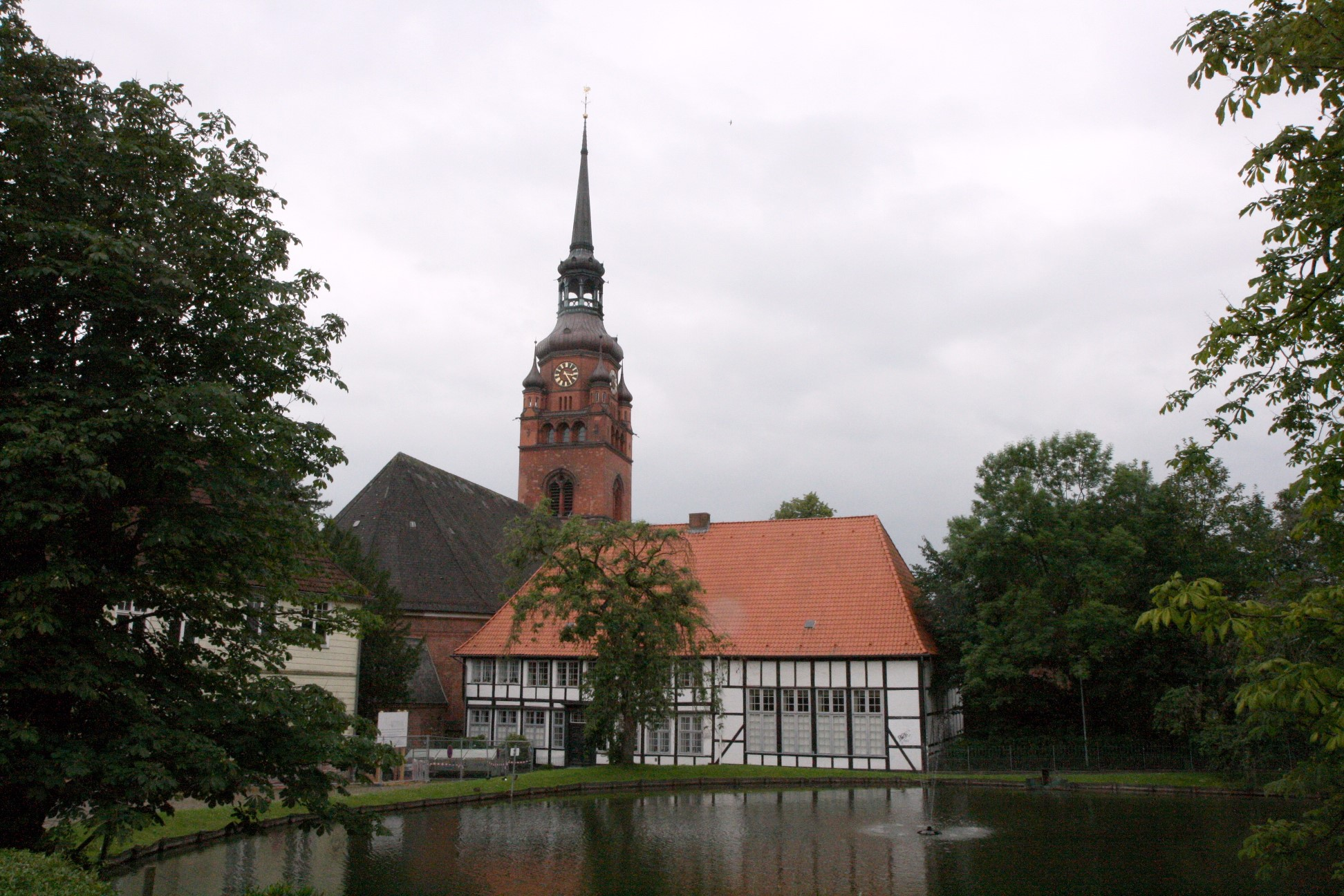
A kolostortemplom
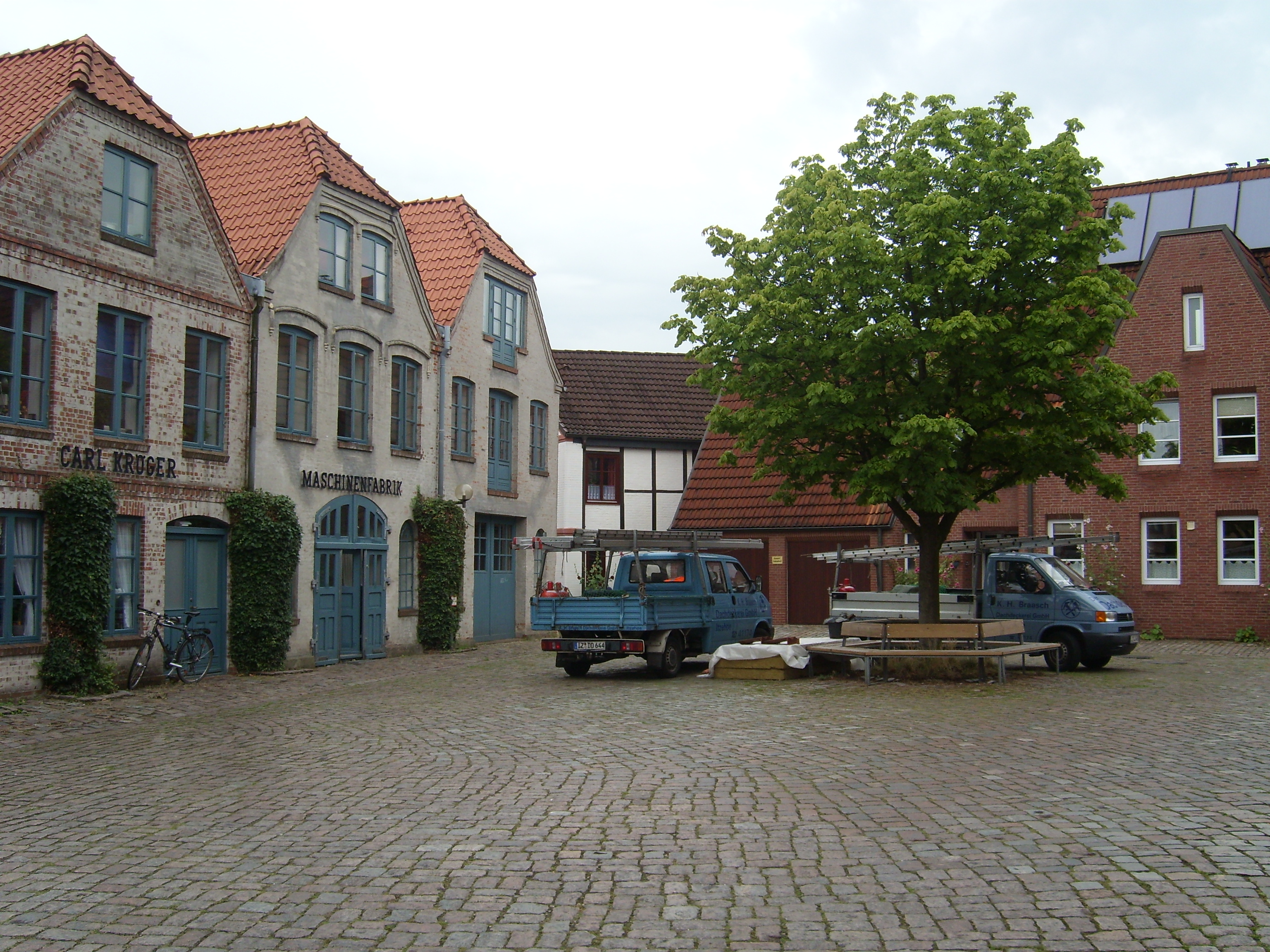
Itzehoe
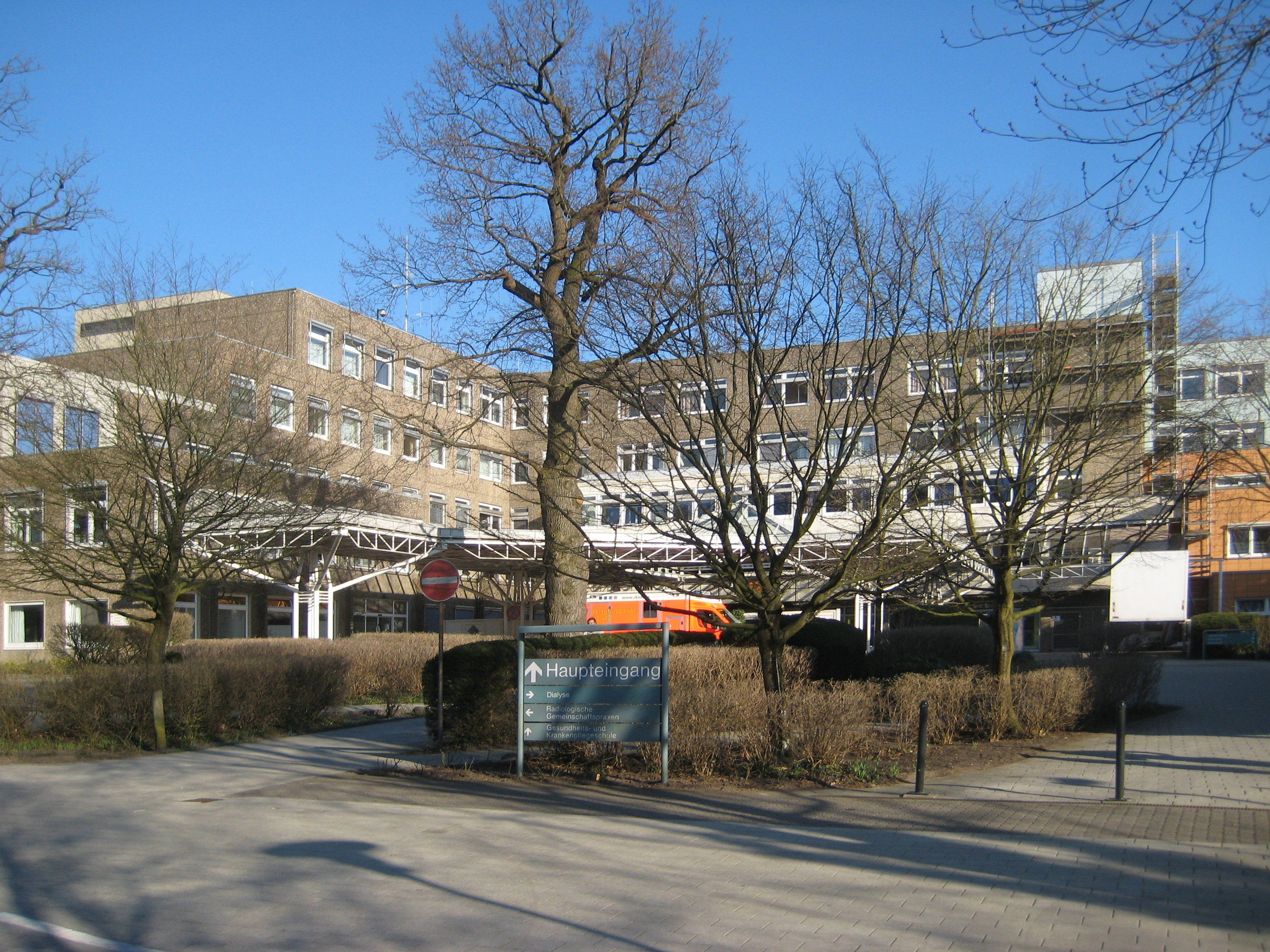
A Klinika épülete
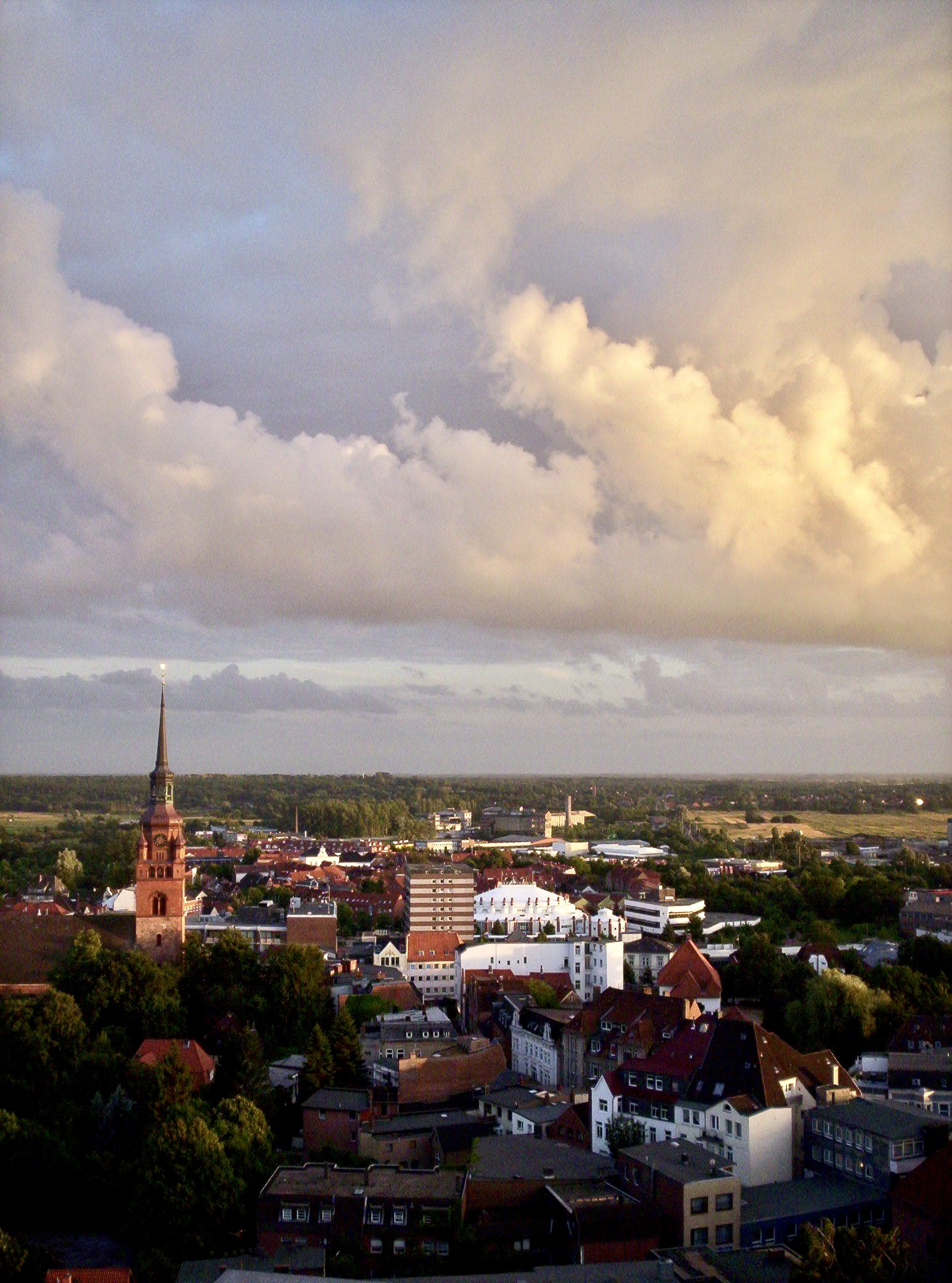
Itzehoe látképe

## Népesség
A település népességének változása:
| Lakosok száma | 35 077 | 31 771 | 31 848 | 31 879 | 31 855 | 32 258 | 32 319 |
|               | 1975   | 2015   | 2017   | 2019   | 2021   | 2022   | 2023   |